# Heinrich Steffens
Heinrich Steffens ou Henrik Steffens, né à Stavanger (Norvège) le 2 mai 1773 et mort à Berlin (Royaume de Prusse) le 13 février 1845, est un philosophe, naturaliste et écrivain romantique prussien d’origine norvégienne.

## Biographie

### Philosophie de la nature et géognosie
Fils d’un barbier-chirurgien du Holstein, il se consacra d’emblée aux sciences naturelles, parcourut la Norvège, puis étudia la médecine à Copenhague et à l’université de Kiel, dont il sortit diplômé en 1797. Comme August et Friedrich Schlegel, Ludwig Tieck et Clemens Brentano, il fit ses études à Iéna où il rencontra également Novalis. Là, il devint adepte de la philosophie de la nature de Schelling. Cela l’incita à étudier la géognosie à l’École des mines de Freiberg auprès d'Abraham Gottlob Werner : ces études inspireront plus tard son « Traité de Minéralogie » (Handbuch der Oryktognosie). Il collabore avec von Schelling à la Revue de physique spéculative en 1800-1801, et publie un traité de géologie (Beiträge zur inneren Naturgeschichte der Erde), qui reste comme son chef-d'œuvre : il y soutient la thèse neptuniste, dont Alexander von Humboldt sera le héraut. 
En 1802-1803, il donne un cycle de conférences à l’université de Copenhague, mais n'obtient pas la chaire de sciences convoitée. L’année suivante, il obtient un poste à l’université de Halle, où il publie ses « Principes de la philosophie de la Nature ». Se considérant désormais comme fonctionnaire prussien, il se révolte contre la fermeture de l’université par l’occupant français en 1806. Par l’entremise de son frère et du ministre von Massow, il parvient à quitter Halle et à s'établir avec sa famille à Hambourg. À la création de l’université de Berlin, il postule pour la chaire de sciences, sans succès, mais obtient une chaire à l’université de Breslau en 1811, et est élu l’année suivante membre étranger de l’Académie bavaroise des sciences. à En 1813, il s’engage dans les corps francs et participe à la campagne d'Allemagne, de la Bataille de Leipzig (1813) à la Bataille de Paris (1814),.
En 1832, il obtient enfin la chaire de sciences de l'Université Humboldt de Berlin, où il compte parmi ses auditeurs Karl Marx et Søren Kierkegaard, et exerce même les fonctions de recteur pour 1834-35. Il est élu membre titulaire de l'Académie des sciences de Prusse (1835).

### Penseur conservateur
Steffens a souvent pris position dans les débats d'actualité, comme le débat houleux qui agitait l'université allemande sur l'enseignement de la gymnastique (Breslauer Turnfehde). Cette controverse, survenue après les manifestations nationalistes de la Wartburg en 1817, opposait les libéraux aux conservateurs. Steffens s'en prit dans deux manifestes à Friedrich Ludwig Jahn, partisan de l'enseignement de la culture physique dans les écoles.
Du point de vue confessionnel, Steffens était proche des vieux-luthériens. Dans son essai Sur la fausse théologie et la vraie croyance (Von der falschen Theologie und dem wahren Glauben), il réaffirme, contre son ami Friedrich Schleiermacher, l'importance exclusive d'un petit nombre de principes : le témoignage du Christ par le Saint Esprit et Sa résurrection. Sur la « Jeune Allemagne » d'Heinrich Heine (qui bousculait le Romantisme), Steffens portait le jugement suivant :

« La nouvelle poésie ne croyait plus à un au-delà. La Terre devait donner des réponses à toutes les énigmes de la Vie ; on ne croyait qu'à la Mort. »

— I. Möller, Henrik Steffens (1962), p. 205.
Parmi ses poésies, Les familles Walseth et Leith, Les quatre Norvégiens et Malcolm se distinguent comme tableaux de sa partie nordique.
Heinrich Steffens fut un ardent défenseur du courant artistique concernant le romantisme allemand, notamment au Danemark, lors de l’âge d'or danois.

## Œuvres
- Souvenir de ma vie dans le cercle romantique